# 램킨
램킨(Lambkin)은 먼치킨과 셀커크 렉스 사이의 교배종인 소형 고양이 품종이다.

## 특징
램킨은 먼치킨처럼 다리가 짧고 셀커크 렉스처럼 길고 곱슬거리는 털을 가지고 있다. "lambkin"이라는 단어는 "양"을 의미하는 영어 단어에서 가져온 것으로, 털 모양에 따라서 이름이 붙여졌다. 램킨의 눈은 일반적으로 파란색이며 긴 꼬리를 가지고 있다. 무게는 약 4-9kg이다.

## 성격
램킨은 셀커크 렉스처럼 길들여지고 사랑스러운 고양이이다. 비록 그의 다리는 짧지만, 램킨은 의자와 침대로 높이 뛸 수 있다. 람킨은 야옹하는 것을 좋아하지 않지만, 주인에게 필요한 것이 있으면 운다. 램킨은 매우 매력적이고, 활동적이지 않고, 사랑스럽고, 온화하고, 차분하며, 인간의 관심과 사랑을 필요로 하는 고양이이다.

## 건강
람킨은 새로운 고양이 품종이기 때문에 이 품종에게 일어날 수 있는 건강 문제를 찾기 위해 더 많은 연구가 필요하다. 램킨은 조상인 먼치킨에게서 빈번히 발생하는 척추 전만증 등의 질환에 취약하다.

## 같이 보기
- 먼치킨
- 셀커크 렉스